# Muzeum w Bielsku-Białej – Willa Juliana Fałata
Muzeum Juliana Fałata w Bystrej, oddział Muzeum Historycznego w Bielsku-Białej, mieszczące się w zabytkowej willi artysty malarza Juliana Fałata zwanej popularnie „Fałatówką”, jest muzeum biograficzno-artystycznym. W domu tym Fałat zamieszkał w 1910 roku, po ustąpieniu ze stanowiska dyrektora krakowskiej ASP.

## Ekspozycja

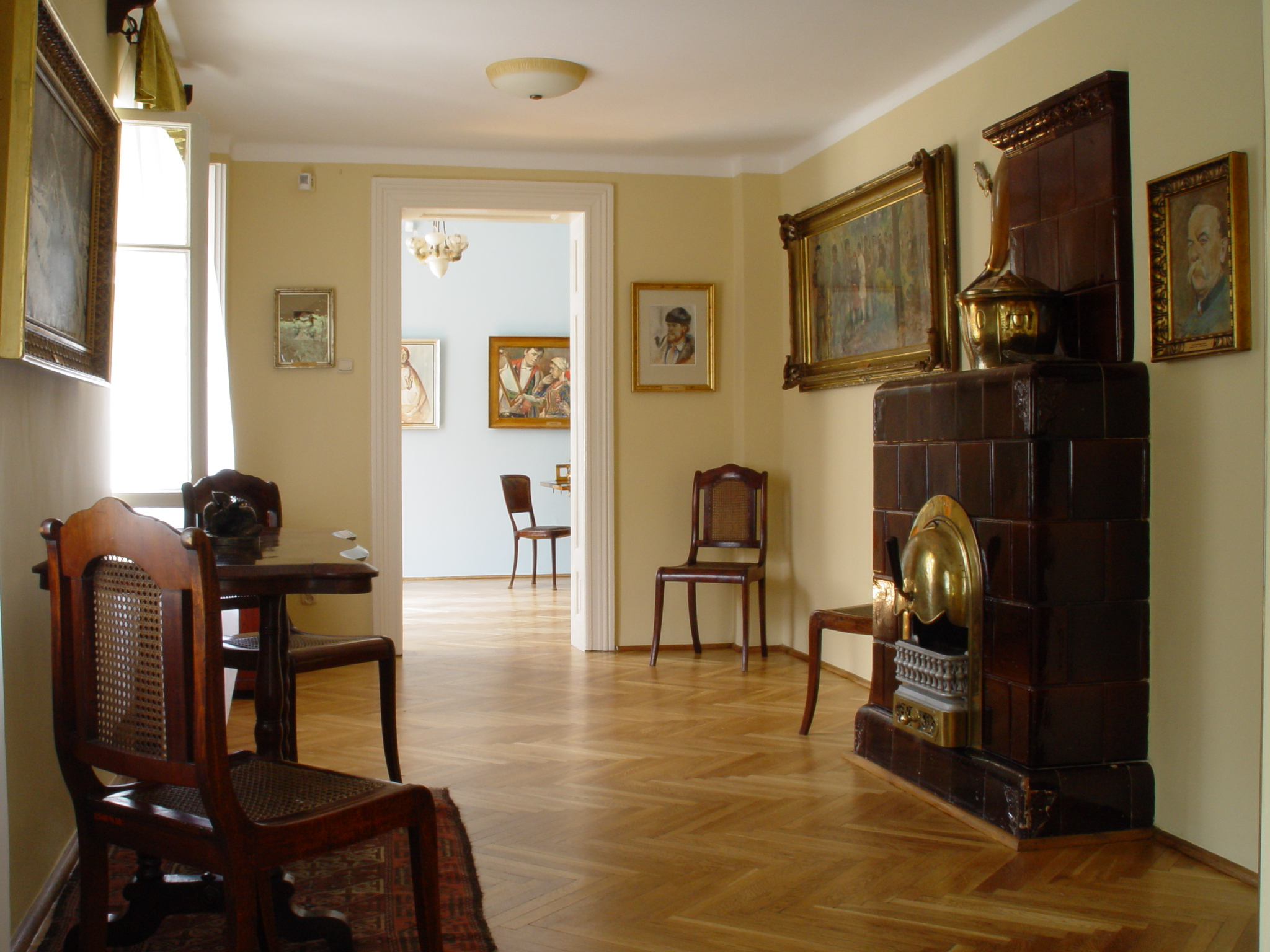
Fragment ekspozycji, I piętro

Ekspozycja zajmuje osiem pomieszczeń na parterze i piętrze budynku. Składają się na nią prace malarskie, oleje i akwarele oraz dokumenty i fotografie związane z życiem i twórczością jednego z najwybitniejszych polskich malarzy. Na parterze prezentowane są wczesne obrazy olejne, które powstały pod wpływem akademii monachijskiej, pierwsze akwarele oraz liczne autoportrety, portrety rodziny i przyjaciół. Znajdują się tutaj również akwarele przedstawiające miejskie pejzaże, będące świadectwem wielu podróży artysty. Są to widoki Torunia, Leoben i wspaniała panorama Krakowa z 1896 roku oraz drobne szkice.
Ekspozycję obrazów wzbogaca materiał archiwalny poświęcony życiu, twórczości artystycznej i działalności społecznej artysty. Do cenniejszych dokumentów należą: metryka chrztu malarza z parafii rzymskokatolickiej w Tuligłowach, świadectwo szkolne z Gimnazjum w Przemyślu z 1869 roku, paszport żony Marii Luisy Comello na wyjazd do Austrii, Niemiec i Rosji z 1899 roku, pamiętnik z Najmłodszych lat dzieciństwa, fotografie artysty z przyjaciółmi i żony z dziećmi. Równie interesujące są dyplomy i wyróżnienia, jakie Julian Fałat otrzymał na międzynarodowych i krajowych wystawach sztuki w latach 1880–1929 (m.in. dyplom Królewskiej Akademii Sztuki w Berlinie, Drezdeńskiej Akademii Sztuk Pięknych, dyplom Międzynarodowej Wystawy Sztuki w Monachium, świadectwo ukończenia Akademii w Monachium, dyplom Towarzystwa Zachęty Sztuk Pięknych w Warszawie, dyplom Powszechnej Wystawy Krajowej w Poznaniu, a także akt nadania Orderu św. Michała II klasy Króla Leopolda Bawarskiego i akt nadania Orderu IV klasy Cesarza Pruskiego).
Cenny jest także zespół materiałów związany z malowaniem panoramy przedstawiającej przejście wojsk napoleońskich przez rzekę Berezynę w 1812 roku (umowa Juliana Fałata i Wojciecha Kossaka z towarzystwem akcyjnym panoramy Berezyna, korespondencje artystów, album z reprodukcjami fragmentów tego dzieła), a także bogata dokumentacja z pochodzącymi ze zbiorów malarza XIX-wiecznymi grafikami ilustrującymi te wydarzenia. Pracę społeczną i kulturalną Juliana Fałata w latach 1919–1922 na Pomorzu potwierdzają listy, zaproszenia artysty na uroczyste obchody Konfraterni Artystów, ręcznie pisane przez jej członków pozdrowienia dla Fałata, założyciela Konfraterni, dyplom Pomorskiego Towarzystwa Opieki nad Dziećmi oraz list prezydenta miasta Torunia z podziękowaniem za ofiarowanie przez artystę domu na ochronkę dla sierot.

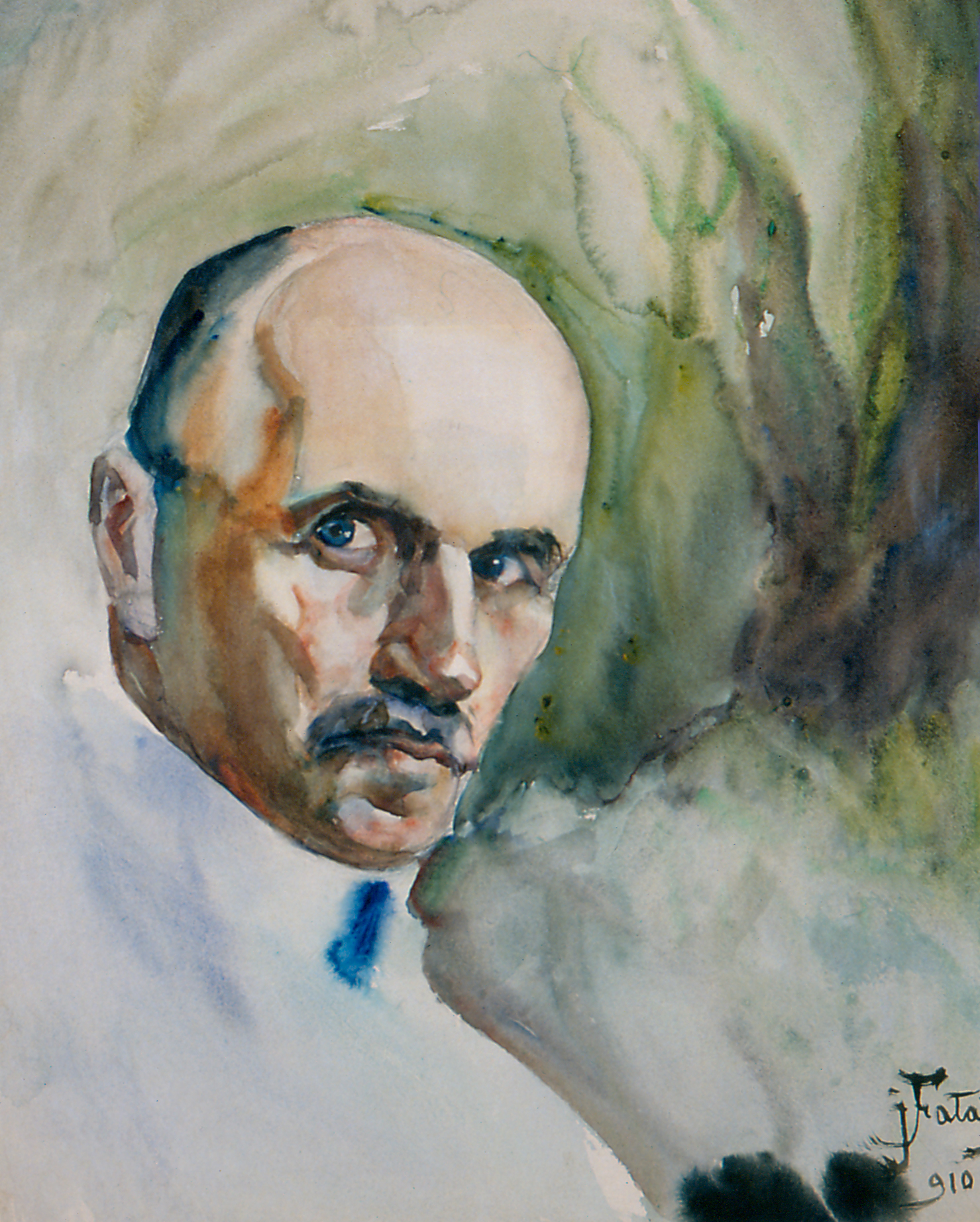
Autoportret, 1910 rok, akwarela, papier

Materiał archiwalny uzupełniają odznaczenia, jakie otrzymał artysta: odznaka Za Obronę Śląska 1919 (jako ochotnik uczestniczył w odparciu najazdu czeskiego na Śląsk Cieszyński), Krzyż Komandorski Orderu Polonia Restituta (1923) oraz Krzyż z Gwiazdą Orderu Polonia Restituta (1928) za wybitne zasługi na polu działalności artystycznej.
Julian Fałat znany jest przede wszystkim jako malarz scen myśliwskich. Tematyka ta ma w muzeum swoje specjalne miejsce. Jest nim pierwsze piętro willi, wypełnione obrazami przedstawiającymi różne wydarzenia z polowań, jak nagonka, podchodzenie zwierzyny czy odpoczynek myśliwych przy ognisku. Uwagę zwraca obraz olejny z 1888 roku zatytułowany Polowanie na niedźwiedzicę z małymi, powstały pod wpływem przeżyć artysty podczas pobytu w Nieświeżu, gdzie uczestniczył w wielkim zimowym polowaniu w Puszczy Poleskiej, zorganizowanym przez księcia Antoniego Radziwiłła dla księcia Wilhelma Hohenzollerna, późniejszego cesarza Niemiec. Obok prac o tematyce myśliwskiej prezentowane są tu także ciekawe studia portretowe i pejzażowe z okolic Bystrej. Godny plecenia jest portret zbiorowy przedstawiający Krakowianki przed lustrem z 1903 roku oraz malowany zaledwie kilkoma plamami barwnymi, Portret młodej góralki z Bystrej – pani Smołkowej z 1915 roku. Wśród pejzaży obok linearnej akwareli z 1910 roku zatytułowanej Wezbrany potok po powodzi, znajdują się syntetyczne widoki Tatr.
Wnętrza uzupełniają meble i sprzęty, którymi posługiwał się artysta oraz jego sztalugi i stolik na przybory malarskie. Na piętrze eksponowane są także japońskie akwarele, mapa podróży przez Ocean Atlantycki i wiele innych pamiątek, które artysta zgromadził podczas podróży dookoła świata, odbytej wraz z przyjacielem Edwardem Simlerem w 1885 roku. Uzupełnienie kolekcji stanowią japońskie i chińskie grafiki, porcelana, wyroby z kości i koralowca.